# Liste der Kulturdenkmale in Berlin-Mitte/Neu-Kölln
Auf dieser Seite sind die Kulturdenkmale im Stadtviertel Neukölln am Wasser des Berliner Ortsteils Mitte aufgelistet. Diese Übersicht ist Teil der Liste der Kulturdenkmale in Berlin-Mitte. Grundlage ist die Denkmalliste des Landes Berlin, die auf Basis des Berliner Denkmalschutzgesetzes erstmals am 28. September 1995 bekannt gemacht wurde und seither durch das Landesdenkmalamt Berlin geführt und aktualisiert wird.

## Denkmalbereiche (Ensembles)
| Nr.      | Lage | Offizielle Bezeichnung | Bestandteile / Beschreibung | Bild                                       |
| -------- | --- | --- | --- | ------------------------------------------ |
| 09035350 | Am Köllnischen Park 2–5 Inselstraße 2–5 Köllnischer Park Märkisches Ufer 48/50 Rungestraße 1–2, 5–6, 30–31, 34 Wallstraße 42–48, 50–54 Wassergasse 2A–4 (Lage) | Büro- und Mietshäuser, Stadtpark Gesamtanlage siehe: Wallstraße 42–48 Baudenkmale siehe: Am Köllnischen Park 3; 5 Köllnischer Park, Denkmal Zille Rungestraße 5–6 Wassergasse 4 | Weitere Bestandteile des Ensembles: | Weitere Bestandteile des Ensembles:        |
| 09035350 | Am Köllnischen Park 2–5 Inselstraße 2–5 Köllnischer Park Märkisches Ufer 48/50 Rungestraße 1–2, 5–6, 30–31, 34 Wallstraße 42–48, 50–54 Wassergasse 2A–4 (Lage) | Büro- und Mietshäuser, Stadtpark Gesamtanlage siehe: Wallstraße 42–48 Baudenkmale siehe: Am Köllnischen Park 3; 5 Köllnischer Park, Denkmal Zille Rungestraße 5–6 Wassergasse 4 | 09065275 – Am Köllnischen Park / Rungestraße / Wallstraße, Köllnischer Park, Stadtpark, vor 1738, 1969–1971 von Eberhard Jaenisch und Stefan Rauner |                                            |
| 09035350 | Am Köllnischen Park 2–5 Inselstraße 2–5 Köllnischer Park Märkisches Ufer 48/50 Rungestraße 1–2, 5–6, 30–31, 34 Wallstraße 42–48, 50–54 Wassergasse 2A–4 (Lage) | Büro- und Mietshäuser, Stadtpark Gesamtanlage siehe: Wallstraße 42–48 Baudenkmale siehe: Am Köllnischen Park 3; 5 Köllnischer Park, Denkmal Zille Rungestraße 5–6 Wassergasse 4 | 09035351 – Am Köllnischen Park 2 / Rungestraße 30, Geschäftshaus, um 1910 von Paul Imberg und Walter Croner                                         |                                            |
| 09035350 | Am Köllnischen Park 2–5 Inselstraße 2–5 Köllnischer Park Märkisches Ufer 48/50 Rungestraße 1–2, 5–6, 30–31, 34 Wallstraße 42–48, 50–54 Wassergasse 2A–4 (Lage) | Büro- und Mietshäuser, Stadtpark Gesamtanlage siehe: Wallstraße 42–48 Baudenkmale siehe: Am Köllnischen Park 3; 5 Köllnischer Park, Denkmal Zille Rungestraße 5–6 Wassergasse 4 | 09035353 – Am Köllnischen Park 4–4a / Märkisches Ufer 48/50, Mietshaus, Marinehaus, 1908 von Otto Liesheim                                          |                                            |
| 09035350 | Am Köllnischen Park 2–5 Inselstraße 2–5 Köllnischer Park Märkisches Ufer 48/50 Rungestraße 1–2, 5–6, 30–31, 34 Wallstraße 42–48, 50–54 Wassergasse 2A–4 (Lage) | Büro- und Mietshäuser, Stadtpark Gesamtanlage siehe: Wallstraße 42–48 Baudenkmale siehe: Am Köllnischen Park 3; 5 Köllnischer Park, Denkmal Zille Rungestraße 5–6 Wassergasse 4 | 09035414 – Köllnischer Park, Bärenzwinger, 1938–1939                                                                                                |                                            |
| 09035350 | Am Köllnischen Park 2–5 Inselstraße 2–5 Köllnischer Park Märkisches Ufer 48/50 Rungestraße 1–2, 5–6, 30–31, 34 Wallstraße 42–48, 50–54 Wassergasse 2A–4 (Lage) | Büro- und Mietshäuser, Stadtpark Gesamtanlage siehe: Wallstraße 42–48 Baudenkmale siehe: Am Köllnischen Park 3; 5 Köllnischer Park, Denkmal Zille Rungestraße 5–6 Wassergasse 4 | 09035413 – Köllnischer Park, Wusterhausener Bär, Befestigungsanlage, Denkmal, 1718, 1893 versetzt                                                   |                                            |
| 09035350 | Am Köllnischen Park 2–5 Inselstraße 2–5 Köllnischer Park Märkisches Ufer 48/50 Rungestraße 1–2, 5–6, 30–31, 34 Wallstraße 42–48, 50–54 Wassergasse 2A–4 (Lage) | Büro- und Mietshäuser, Stadtpark Gesamtanlage siehe: Wallstraße 42–48 Baudenkmale siehe: Am Köllnischen Park 3; 5 Köllnischer Park, Denkmal Zille Rungestraße 5–6 Wassergasse 4 | 09035415 – Köllnischer Park, Lapidarium | Herkules im Kampf mit dem Nemeischen Löwen |
| 09035350 | Am Köllnischen Park 2–5 Inselstraße 2–5 Köllnischer Park Märkisches Ufer 48/50 Rungestraße 1–2, 5–6, 30–31, 34 Wallstraße 42–48, 50–54 Wassergasse 2A–4 (Lage) | Büro- und Mietshäuser, Stadtpark Gesamtanlage siehe: Wallstraße 42–48 Baudenkmale siehe: Am Köllnischen Park 3; 5 Köllnischer Park, Denkmal Zille Rungestraße 5–6 Wassergasse 4 | 09020074 – Rungestraße 2 / Wassergasse 3, Etagenfabrik, um 1890                                                                                     |                                            |
| 09035350 | Am Köllnischen Park 2–5 Inselstraße 2–5 Köllnischer Park Märkisches Ufer 48/50 Rungestraße 1–2, 5–6, 30–31, 34 Wallstraße 42–48, 50–54 Wassergasse 2A–4 (Lage) | Büro- und Mietshäuser, Stadtpark Gesamtanlage siehe: Wallstraße 42–48 Baudenkmale siehe: Am Köllnischen Park 3; 5 Köllnischer Park, Denkmal Zille Rungestraße 5–6 Wassergasse 4 | Ehemaliger Bestandteil: |                                            |
| 09035350 | Am Köllnischen Park 2–5 Inselstraße 2–5 Köllnischer Park Märkisches Ufer 48/50 Rungestraße 1–2, 5–6, 30–31, 34 Wallstraße 42–48, 50–54 Wassergasse 2A–4 (Lage) | Büro- und Mietshäuser, Stadtpark Gesamtanlage siehe: Wallstraße 42–48 Baudenkmale siehe: Am Köllnischen Park 3; 5 Köllnischer Park, Denkmal Zille Rungestraße 5–6 Wassergasse 4 | 09040278 – Rungestraße / Wassergasse, Litfaßsäule, um 1900, Abriss 2019                                                                             |                                            |
| 09035386 | Märkisches Ufer 6/20 Wallstraße 76–79 (Lage) | Mietshäuser Baudenkmale siehe: Märkisches Ufer 10; 16; 18 Wallstraße 76–79 Gartendenkmal siehe: Märkisches Ufer 16/18                                                           | Weitere Bestandteile des Ensembles: | Weitere Bestandteile des Ensembles:        |
| 09035386 | Märkisches Ufer 6/20 Wallstraße 76–79 (Lage) | Mietshäuser Baudenkmale siehe: Märkisches Ufer 10; 16; 18 Wallstraße 76–79 Gartendenkmal siehe: Märkisches Ufer 16/18                                                           | 09035390 – Märkisches Ufer 8, Mietshaus, 1886 |                                            |
| 09035386 | Märkisches Ufer 6/20 Wallstraße 76–79 (Lage) | Mietshäuser Baudenkmale siehe: Märkisches Ufer 10; 16; 18 Wallstraße 76–79 Gartendenkmal siehe: Märkisches Ufer 16/18                                                           | 09035392 – Märkisches Ufer 12, Bürgerhaus, 1740, ursprünglich Friedrichsgracht 15, Abbruch 1967, Wiederaufbau 1969                                  |                                            |
| 09035386 | Märkisches Ufer 6/20 Wallstraße 76–79 (Lage) | Mietshäuser Baudenkmale siehe: Märkisches Ufer 10; 16; 18 Wallstraße 76–79 Gartendenkmal siehe: Märkisches Ufer 16/18                                                           | 09035393 – Märkisches Ufer 14, Mietshaus und Bad, um 1890                                                                                           |                                            |
| 09035386 | Märkisches Ufer 6/20 Wallstraße 76–79 (Lage) | Mietshäuser Baudenkmale siehe: Märkisches Ufer 10; 16; 18 Wallstraße 76–79 Gartendenkmal siehe: Märkisches Ufer 16/18                                                           | 09035396 – Märkisches Ufer 20, Mietshaus, 1874 |                                            |
| 09035419 | Wallstraße 84–88 (Lage) | Mietshäuser Baudenkmale siehe: Wallstraße 84; 85; 86 | Weitere Bestandteile des Ensembles: | Weitere Bestandteile des Ensembles:        |
| 09035419 | Wallstraße 84–88 (Lage) | Mietshäuser Baudenkmale siehe: Wallstraße 84; 85; 86 | 09035423 – Wallstraße 87, Mietshaus, um 1838 |                                            |
| 09035419 | Wallstraße 84–88 (Lage) | Mietshäuser Baudenkmale siehe: Wallstraße 84; 85; 86 | 09035424 – Wallstraße 88, Mietshaus, 1838–1839, Umbau um 1987                                                                                       |                                            |

## Denkmalbereiche (Gesamtanlagen)
| Nr.      | Lage                                    | Offizielle Bezeichnung                                               | Beschreibung                        | Bild |
| -------- | --------------------------------------- | -------------------------------------------------------------------- | ----------------------------------- | ---- |
| 09035383 | Wallstraße 42–48 Inselstraße 2–5 (Lage) | Köllnisches Gymnasium Bestandteil des Ensembles: Am Köllnischen Park | 1865 und 1868 von Adolf Gerstenberg |      |
| 09035383 | Wallstraße 42–48 Inselstraße 2–5 (Lage) | Köllnisches Gymnasium Bestandteil des Ensembles: Am Köllnischen Park | Lehrer-Wohnhaus                     |      |

## Baudenkmale
| Nr.      | Lage                                                        | Offizielle Bezeichnung                                                                      | Beschreibung                                                                      | Bild                    |
| -------- | ----------------------------------------------------------- | ------------------------------------------------------------------------------------------- | --------------------------------------------------------------------------------- | ----------------------- |
| 09035405 | Alte Jakobstraße 91 Neue Grünstraße 12 (Lage)               | Ab- und Umspannwerk                                                                         | Umspannwerk, um 1905 von Franz Schwechten                                         | Ab- und Umspannwerk     |
| 09035405 | Alte Jakobstraße 91 Neue Grünstraße 12 (Lage)               | Ab- und Umspannwerk                                                                         | Umformwerk, 1925 von Hans Heinrich Müller                                         |                         |
| 09035352 | Am Köllnischen Park 3 (Lage)                                | Landesversicherungsanstalt Berlin Bestandteil des Ensembles: Am Köllnischen Park            | 1903–1904 von Alfred Messel                                                       |                         |
| 09035412 | Am Köllnischen Park 5 Wallstraße 52–54 (Lage)               | Märkisches Museum Bestandteil des Ensembles: Am Köllnischen Park                            | 1901–1907 von Ludwig Hoffmann                                                     |                         |
| 09020067 | Brückenstraße 14 (Lage)                                     | Mietshaus                                                                                   | 1843 von Johann Ludwig Schultz                                                    |                         |
| 09020067 | Brückenstraße 14 (Lage)                                     | Mietshaus                                                                                   | Quergebäude, 1865 und Laubengang, 1874                                            |                         |
| 09035366 | Inselstraße 12 (Lage)                                       | Mietshaus (nördl. Teil)                                                                     | 1897–1898                                                                         |                         |
| 09060095 | Köllnischer Park Wallstraße (Lage)                          | Denkmal Heinrich Zille Bestandteil des Ensembles: Am Köllnischen Park                       | 1965 von Heinrich Drake                                                           |                         |
| 09035379 | Köpenicker Straße 93–94 Wassergasse 1 (Lage)                | Mietshaus                                                                                   | 1885                                                                              |                         |
| 09035380 | Köpenicker Straße 95 (Lage)                                 | Luisenstädter Bank                                                                          | 1898–1899 von Gustav Knoblauch                                                    |                         |
| 09035391 | Märkisches Ufer 10 (Lage)                                   | Ermeler-Haus Bestandteil des Ensembles: Märkisches Ufer                                     | 1770; ursprünglich Breite Straße 11, Abbruch 1967, Wiederaufbau 1969              |                         |
| 09035394 | Märkisches Ufer 16 (Lage)                                   | Otto-Nagel-Haus Bestandteil des Ensembles: Märkisches Ufer                                  | 1780 (siehe auch Gartenhof Otto-Nagel-Haus)                                       |                         |
| 09035395 | Märkisches Ufer 18 (Lage)                                   | Bürgerhaus Bestandteil des Ensembles: Märkisches Ufer                                       | 1741 (siehe auch Gartenhof Otto-Nagel-Haus)                                       |                         |
| 09035398 | Neue Grünstraße 17–18 Alte Jakobstraße 85–86 (Lage)         | Gewerbehöfe                                                                                 | Bau an der Neuen Grünstraße, vor 1892, Umbau 1910 für die Deutsche Eisenhandel AG | Fassade Neue Grünstraße |
| 09035398 | Neue Grünstraße 17–18 Alte Jakobstraße 85–86 (Lage)         | Gewerbehöfe                                                                                 | Gewerbehof West                                                                   |                         |
| 09035398 | Neue Grünstraße 17–18 Alte Jakobstraße 85–86 (Lage)         | Gewerbehöfe                                                                                 | Gewerbehof Mitte                                                                  |                         |
| 09035398 | Neue Grünstraße 17–18 Alte Jakobstraße 85–86 (Lage)         | Gewerbehöfe                                                                                 | Gewerbehof Ost                                                                    |                         |
| 09035398 | Neue Grünstraße 17–18 Alte Jakobstraße 85–86 (Lage)         | Gewerbehöfe                                                                                 | Bau an der Neuen Jakobstraße                                                      |                         |
| 09035400 | Neue Grünstraße 23 (Lage)                                   | Mietshaus                                                                                   | 1840                                                                              |                         |
| 09035401 | Neue Grünstraße 27 (Lage)                                   | Gerhardhaus                                                                                 | um 1790                                                                           |                         |
| 09035370 | Neue Jakobstraße 4 (Lage)                                   | Mietshaus                                                                                   | 1874                                                                              |                         |
| 09035381 | Rungestraße 5–6 Wassergasse 2A-F (Lage)                     | Allgemeine Ortskrankenkasse der Stadt Berlin Bestandteil des Ensembles: Am Köllnischen Park | 1930–1932 von Albert Gottheiner                                                   |                         |
| 09060103 | Schulze-Delitzsch-Platz (Lage)                              | Denkmal Hermann Schulze-Delitzsch                                                           | 1899 von Hans Arnoldt                                                             |                         |
| 09035425 | Wallstraße (Lage)                                           | U-Bahnhof Märkisches Museum                                                                 | 1911–1913 von Alfred Grenander                                                    |                         |
| 09035425 | Wallstraße (Lage)                                           | U-Bahnhof Märkisches Museum                                                                 | Eingänge                                                                          |                         |
| 09035407 | Wallstraße 15–15A Neue Grünstraße 24 (Lage)                 | Geschäftshaus                                                                               | 1910–1911 von Hoeniger und Sedelmeier                                             |                         |
| 09035409 | Wallstraße 23–24 (Lage)                                     | Gewerbebau                                                                                  | um 1905                                                                           |                         |
| 09035410 | Wallstraße 27 Neue Roßstraße 14–15 (Lage)                   | Geschäftshaus                                                                               | 1913 von Hoeniger und Sedelmeier                                                  |                         |
| 09035385 | Wallstraße 61–65 Inselstraße 6 Märkisches Ufer 32/34 (Lage) | Bürohaus des Allgemeinen Deutschen Gewerkschaftsbundes                                      | 1922–1923 von Max Taut und Franz Hoffmann (Wallstraße 65/Inselstraße 6)           |                         |
| 09035385 | Wallstraße 61–65 Inselstraße 6 Märkisches Ufer 32/34 (Lage) | Bürohaus des Allgemeinen Deutschen Gewerkschaftsbundes                                      | Erweiterungsbau 1930–1932 von Walter Würzbach (Wallstr. 61/Märkisches Ufer 32/34) |                         |
| 09035418 | Wallstraße 76–79 Märkisches Ufer 6 (Lage)                   | Geschäftshaus Bestandteil des Ensembles: Märkisches Ufer                                    | 1912 von Fritz Crzellitzer                                                        |                         |
| 09035418 | Wallstraße 76–79 Märkisches Ufer 6 (Lage)                   | Geschäftshaus Bestandteil des Ensembles: Märkisches Ufer                                    | Gebäudeteil am Märkischen Ufer                                                    |                         |
| 09035420 | Wallstraße 84 (Lage)                                        | Mietshaus Bestandteil des Ensembles: Wallstraße                                             | 1872                                                                              |                         |
| 09035420 | Wallstraße 84 (Lage)                                        | Mietshaus Bestandteil des Ensembles: Wallstraße                                             | Gewerbebau                                                                        |                         |
| 09035421 | Wallstraße 85 (Lage)                                        | Mietshaus und Gewerbebau Bestandteil des Ensembles: Wallstraße                              | 1872                                                                              |                         |
| 09035421 | Wallstraße 85 (Lage)                                        | Mietshaus und Gewerbebau Bestandteil des Ensembles: Wallstraße                              | Gewerbebau                                                                        |                         |
| 09035422 | Wallstraße 86 (Lage)                                        | Mietshaus Bestandteil des Ensembles: Wallstraße                                             | 1838                                                                              |                         |
| 09020075 | Wassergasse 4 Rungestraße 1 (Lage)                          | Mietshaus Bestandteil des Ensembles: Am Köllnischen Park                                    | um 1890                                                                           |                         |
| 09020075 | Wassergasse 4 Rungestraße 1 (Lage)                          | Mietshaus Bestandteil des Ensembles: Am Köllnischen Park                                    | Etagenfabrik                                                                      |                         |

## Gartendenkmale
| Nr.      | Lage                         | Offizielle Bezeichnung                                               | Beschreibung | Bild |
| -------- | ---------------------------- | -------------------------------------------------------------------- | --- | ---- |
| 09035373 | Märkisches Ufer 16/18 (Lage) | Gartenhof Otto-Nagel-Haus Bestandteil des Ensembles: Märkisches Ufer | 1973; Bildhauer Fritz Kölle und die Projektierungskollektive Pöschk und Kretzschmar (siehe auch Baudenkmale Otto-Nagel-Haus und Bürgerhaus) |      |